# Thermopolium

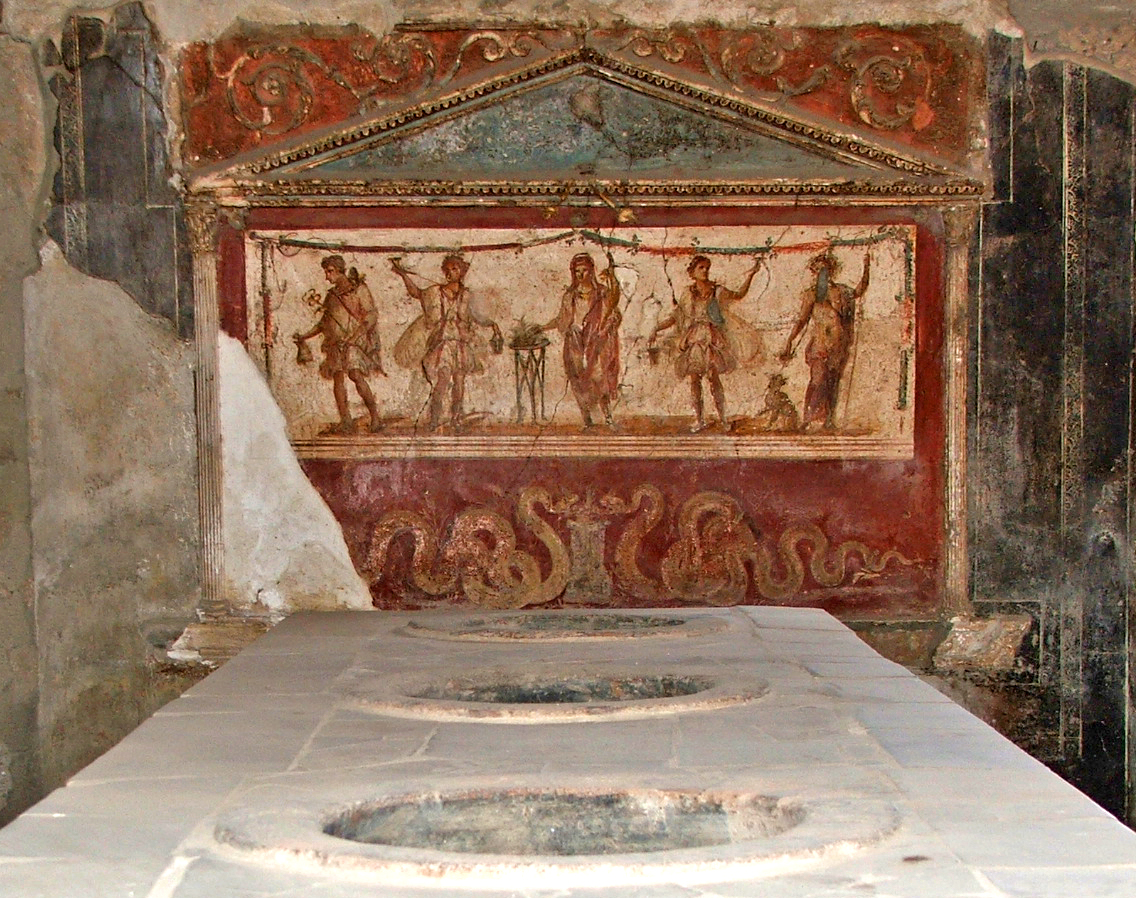
Een thermopolium in Pompeï

Thermopolium was in het oude Romeinse Rijk de benaming voor een commercieel etablissement waar men kant-en-klare maaltijden kon bestellen. Het kan vergeleken worden met hedendaagse restaurants. Vooral de armere bevolking maakte gebruik van deze zaakjes, omdat zij meestal geen eigen keuken hadden.